# Макаровское муниципальное образование (Иркутская область)
Макаровское муниципальное образование — сельское поселение в Киренском районе Иркутской области Российской Федерации.
Административный центр — село Макарово.

## Население
| 2010 | 2011 | 2012 | 2013 | 2014 | 2015 | 2016 |
| ---- | ---- | ---- | ---- | ---- | ---- | ---- |
| 808  | ↘807 | ↘802 | ↘788 | ↘769 | ↘758 | ↘738 |
| 2017 | 2020 |      |      |      |      |      |
| ↘727 | ↗735 |      |      |      |      |      |

По результатам Всероссийской переписи населения 2010 года 
численность населения муниципального образования составила 808 человек, в том числе 391 мужчина и  417 женщин.

## Состав сельского поселения
| № | Населённый пункт | Тип населённого пункта       | Население |
| - | ---------------- | ---------------------------- | --------- |
| 1 | Балышева         | деревня                      | ↘9        |
| 2 | Верхолугск       | деревня                      | ↗2        |
| 3 | Макарово         | село, административный центр | ↘718      |
| 4 | Пашня            | посёлок                      | ↗17       |
| 5 | Скобельская      | деревня                      | ↘2        |
| 6 | Усть-Киренга     | село                         | ↘54       |